# Krzysztof Kieślowski
Krzysztof Kieślowski (odsłuchajⓘ) (ur. 27 czerwca 1941 w Warszawie, zm. 13 marca 1996 tamże) – polski reżyser i scenarzysta filmowy, przedstawiciel nurtu zwanego kinem moralnego niepokoju, kawaler Orderu Sztuki i Literatury.
Swą karierę reżyserską rozpoczął jako dokumentalista (Życiorys, Z punktu widzenia nocnego portiera), jednak wraz z upływem czasu zaangażował się w realizację filmów fabularnych. Sporadycznie działał też jako reżyser teatralny. Jego wczesna twórczość fabularna składała się z filmów ukazujących rzeczywistość ówczesnej Polski (Personel, Blizna, Amator, Przypadek). Potem, dzięki adwokatowi i scenarzyście Krzysztofowi Piesiewiczowi – późniejszemu stałemu współpracownikowi – zwrócił się ku motywom metafizycznym. Jego dorobek wzbogacił się o filmy psychologiczne podejmujące tematy moralne i egzystencjalne (telewizyjny cykl filmowy Dekalog, Podwójne życie Weroniki, trylogia Trzy kolory). Zmianie uległa także estetyka. O ile  wczesna faza twórczości Kieślowskiego charakteryzowała się ascezą formalną na wzór dokumentów, o tyle późna cechowała się wyszukanymi zabiegami wizualnymi.
Choć starał się zachowywać dystans wobec wydarzeń politycznych w Polsce, jego filmy (np. Spokój, Przypadek) wielokrotnie otrzymywały od władz komunistycznych zakaz rozpowszechniania. Szczyt popularności reżysera przypadł na okres transformacji ustrojowej w Polsce, kiedy dzięki Krótkiemu filmowi o zabijaniu i Krótkiemu filmowi o miłości Kieślowski zyskał międzynarodową renomę autora filmowego. Jakkolwiek późniejsze filmy Kieślowskiego były oskarżane o kicz, ceniono je powszechnie za granicą. Dopiero klęska festiwalowa ostatniego filmu trylogii Trzy kolory – Czerwonego – skłoniła Kieślowskiego do przerwania kariery. Choć planował powrót do zawodu kolejną trylogią, jego przedwczesna śmierć uniemożliwiła pełną realizację nowego tryptyku.
Otrzymał liczne nagrody na festiwalach międzynarodowych, m.in. Grand Prix MFF w Mannheim (1975), Złoty Medal na MFF w Moskwie (1979), Europejską Nagrodę Filmową „Felix” (1988), Złotego Lwa na MFF w Wenecji (1993) i Główną Nagrodę „Air Canada” na MFF w Vancouver (1994). Dwukrotnie został uhonorowany Złotymi Lwami na Festiwalu Polskich Filmów Fabularnych (1979, 1988). Wielokrotnie wyróżniony nagrodą FIPRESCI (1979, 1988, 1989, 1991). Jego wpływ sięgał reżyserów, takich jak: Jerzy Stuhr, Tom Tykwer, Grzegorz Zgliński, Abbas Kiarostami.

## Życiorys

### Młodość i wykształcenie

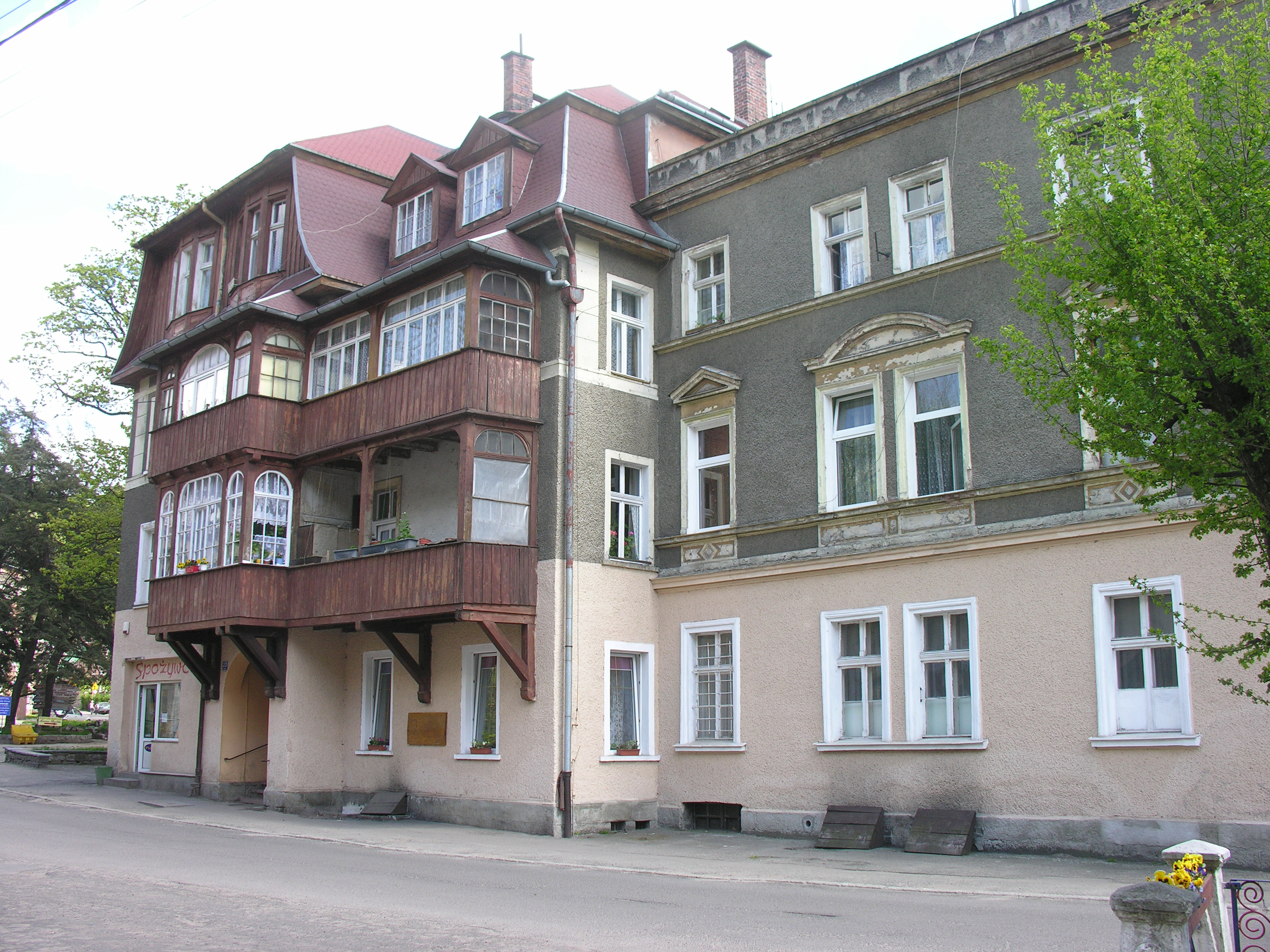
Dom w Sokołowsku, w którym mieszkał Krzysztof Kieślowski

Urodził się 27 czerwca 1941 w Warszawie. Rodzina ojca, chorego na gruźlicę inżyniera budownictwa Romana Kieślowskiego, wywodziła się z Wołynia, natomiast matka – urzędniczka Barbara z domu Szonert – pochodziła z Petersburga, lecz już w dzieciństwie przeniosła się do Bydgoszczy. Roman i Barbara pobrali się 7 września 1939 w Warszawie. Dwa lata później ojciec Barbary, Kazimierz Szonert, zginął w obozie koncentracyjnym w Auschwitz, natomiast matka Barbary, Maria Szonert, zmarła na zawał serca. Barbara urodziła Krzysztofa przed terminem, a jej nowo narodzone dziecko szybko zachorowało na zapalenie płuc. Ciotką Kieślowskiego była Jadwiga Szoll-Składkowska, żona Felicjana Sławoja Składkowskiego. Krzysztof miał urodzoną w 1944 roku siostrę Ewę.
W czerwcu 1945 Kieślowscy przeprowadzili się do Głubczyc, gdzie spędzili cztery lata. Krzysztof nadal cierpiał na chorobę płuc, więc rodzice jeździli z nim do sanatoriów. W 1949 przeszedł operację usunięcia wyrostka robaczkowego. W 1950 przyjął pierwszą komunię w głubczyckiej parafii Narodzenia Najświętszej Marii Panny. Na początku lat 50. XX wieku Kieślowscy lawirowali pomiędzy różnymi miejscowościami; Roman, miewając nawroty gruźlicy, musiał leczyć się w różnych ośrodkach, między innymi w Sokołowsku na Dolnym Śląsku. Barbara podróżowała wraz z Krzysztofem do Strzemieszyc w Zagłębiu Dąbrowskim, Rabki, Bukowiny Tatrzańskiej, Wisły i Warszawy. W związku z tym Krzysztof często zmieniał szkołę; edukację zaczynał we wrześniu 1953 w Sokołowsku, po czym w listopadzie przeniósł się do Strzemieszyc, a zimą do prewentorium „Zagłębie” w Bukowinie Tatrzańskiej. Ukończył edukację podstawową w Mieroszowie, po czym chciał porzucić dalszą edukację i zostać palaczem, jednak ojciec przekonał go, by ten uczęszczał do szkoły pożarnictwa we Wrocławiu. Krzysztof zrezygnował po upływie pół roku. Zrezygnował również z nauki w wieczorowym liceum ogólnokształcącym w Wałbrzychu.
W 1957 za radą rodziców rozpoczął naukę w Państwowym Liceum Techniki Teatralnej w Warszawie, w którym dyrektorem był jego wuj Kazimierz Pręczkowski. Podczas nauki, trwającej do 1962, był garderobianym takich aktorów jak Tadeusz Łomnicki, Aleksander Bardini i Zbigniew Zapasiewicz. W 1960 doświadczył śmierci ojca, któremu odmówiono pochówku katolickiego ze względu na nieprzystąpienie do spowiedzi. Po ukończeniu szkoły w 1962 pragnął zostać reżyserem teatralnym, jednak nie mógł podjąć studiów na tym kierunku, gdyż nie był absolwentem szkoły wyższej. Wtedy zdecydował się studiować reżyserię filmową w Państwowej Wyższej Szkole Filmowej w Łodzi, do której został przyjęty za trzecim razem. W 1968 ukończył szkołę filmową, a w 1970 otrzymał dyplom.

### Twórczość filmowa

#### 1966–1969: Pierwsze filmy

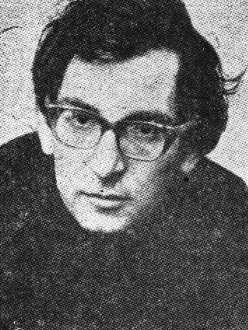
Krzysztof Kieślowski w 1972

Znajdując się pod silnym wpływem szkoły Karabasza oraz kina Kena Loacha, zadebiutował w 1966 dwiema etiudami szkolnymi. Tramwaj, zrealizowany przy opiece pedagogicznej Wandy Jakubowskiej, opowiadał o młodzieńcu goniącym tytułowy pojazd. Dokumentalny Urząd, nad którym opiekę sprawował Kazimierz Karabasz, był satyrą na panującą w urzędach biurokrację. W 1967 wyreżyserował Koncert życzeń o zakładowej wycieczce za miasto, natomiast w 1968 – film dokumentalny Zdjęcie.
W 1969 premierę miała jego praca dyplomowa pod tytułem Z miasta Łodzi, przedstawiająca życie codzienne mieszkańców Łodzi.

#### 1970–1975: Przewaga filmów dokumentalnych
Wczesne lata 70. XX wieku spędził na kręceniu filmów dokumentalnych. Po zatrudnieniu w Wytwórni Filmów Dokumentalnych w 1970 zrealizował Fabrykę, w której skontrastował optymistyczną relację z narad w fabryce traktorów w Ursusie z nędznymi warunkami pracy robotników. W tym samym roku nakręcił wspólnie z Andrzejem Titkowem film Byłem żołnierzem ukazujący weteranów II wojny światowej, którzy stracili wzrok podczas działań wojennych. W 1971 zaprezentował film Przed rajdem, będący relacją z przygotowań polskiego rajdowca Krzysztofa Komornickiego do Rajdu Monte Carlo. W 1972 wyreżyserował Refren o pracy zakładu pogrzebowego oraz (wspólnie z Tomaszem Zygadłą) Robotnicy ’71: nic o nas bez nas, ukazujący prawdziwe nastroje wśród robotników po przejęciu władzy w Polsce przez Edwarda Gierka. Film Robotnicy ’71, choć początkowo był sowicie finansowany przez PZPR, zawierał zbyt szczere wypowiedzi robotników o Gierku, toteż Kieślowski otrzymał zakaz jego publikacji, dlatego wydał go jedynie w wersji ocenzurowanej pod nazwą Gospodarze . Sam określił ten film mianem najbardziej politycznego w swojej karierze. W 1972 ukazały się również inne dokumentalne filmy kontraktowe ukazujące pracę robotników fabrycznych: Między Wrocławiem a Zieloną Górą oraz Podstawy BHP w kopalni miedzi.
W 1973 stworzył pierwszy półgodzinny film fabularny Przejście podziemne, opowiadający o spotkaniu młodego nauczyciela z jego odseparowaną żoną w Warszawie. W owym nakręconym w ciągu 10 dni, improwizowanym filmie role małżonków zagrali Teresa Budzisz-Krzyżanowska i Andrzej Seweryn. W tym roku nakręcił także film dokumentalny Murarz o byłym robotniku i aktywiście partyjnym. W 1974 ukazały się: inscenizowany dokument Pierwsza miłość o parze licealistów wkraczających w dorosłe życie oraz Prześwietlenie podejmujące temat osób z chorobą płuc. W 1975 nakręcił również inscenizowany dokument Życiorys o pracy Wojewódzkiej Komisji Kontroli Partyjnej, w którym ukazywał proces rozpatrywania oskarżenia robotnika wyrzuconego z partii, a także dokument Legenda o życiu Stefana Żeromskiego.

#### 1975–1981: epoka kina moralnego niepokoju

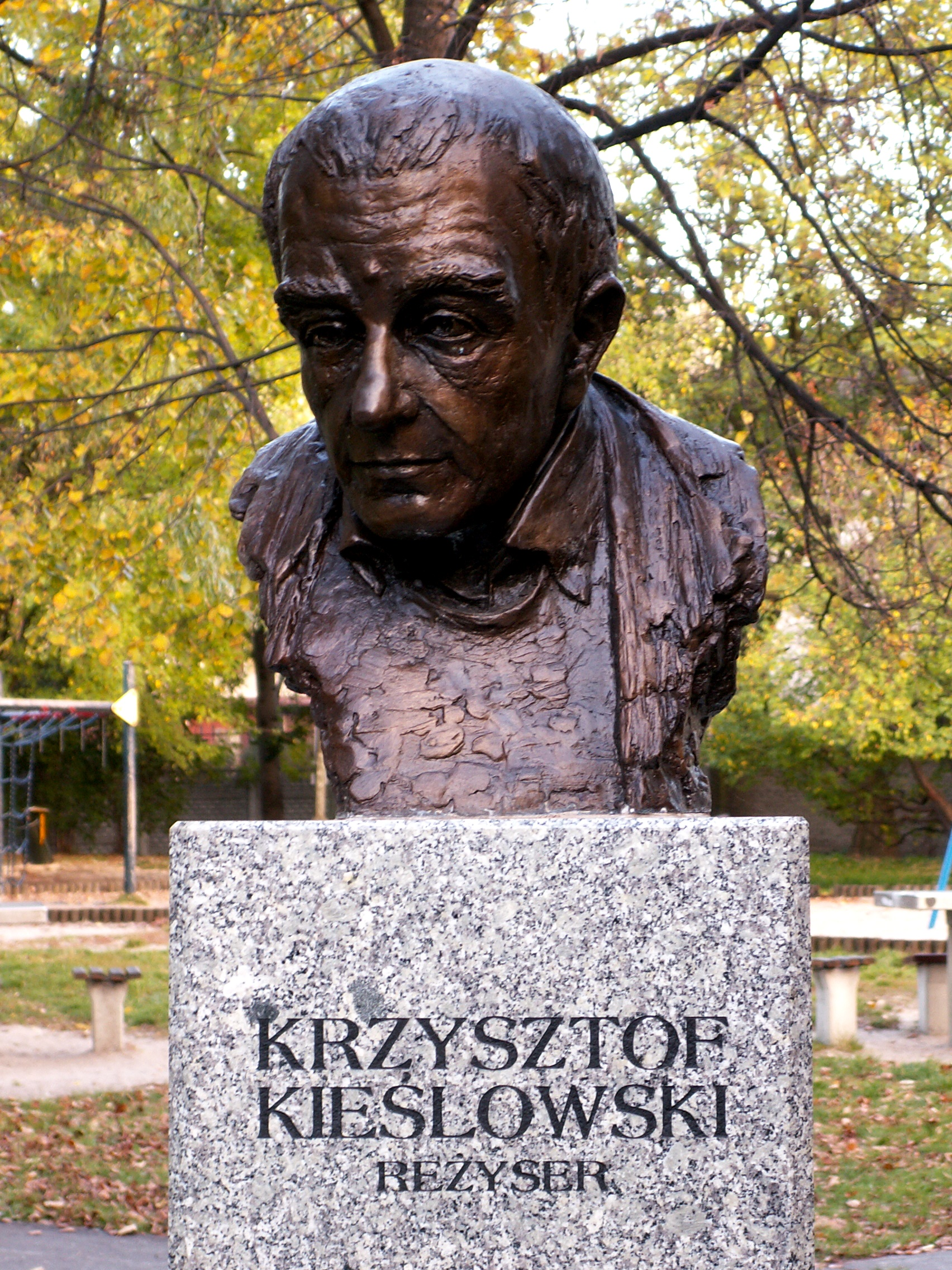
Popiersie reżysera w Alei Sław na Skwerze Harcerskim w Kielcach

Pierwszy pełnometrażowy film fabularny Kieślowskiego pod nazwą Personel został wyprodukowany w 1975. Krytycy włączali go później w nurt kina moralnego niepokoju. Bohaterem filmu jest młody, nowo zatrudniony w operowej pracowni krawieckiej krojczy (odtwórca roli – Juliusz Machulski), który obserwuje degrengoladę środowiska aktorów operowych, tracącego kontakt z rzeczywistością pozaartystyczną. W Personelu Kieślowski zawarł swoje doświadczenia z pracy w teatrze, a zarazem zaproponował opozycję wobec sztuki „oficjalnej”; krojczy proponuje stworzenie kabaretu jako kontrapunkt dla opery. Personel miał premierę wyłącznie w telewizji, lecz i tak spotkał się z ciepłym przyjęciem krytyków, zdobył też główną nagrodę na Międzynarodowym Festiwalu Filmowym w Mannheim oraz nagrodę jury na Festiwalu Polskich Filmów Fabularnych w Gdyni.
W 1976 zadebiutował jako twórca fabularnego filmu kinowego Blizna, którego treścią był konflikt dyrektora kombinatu przemysłowego (Franciszek Pieczka) z robotnikami. Reżyser uznał swój film za nieudany, „à rebours socrealistyczny”, ze względu na wyraźne oddzielenie bohaterów dobrych od złych. Krytycy natomiast doceniali Bliznę jako film polityczny, który ukazywał niewydolność gospodarki kraju i korupcję w nim panującą, aczkolwiek zarzucali jej błędy dramaturgiczne i sztucznie wstawione wątki z życia reżysera. Na podstawie ujęć Blizny Kieślowski stworzył dokument Klaps. W tym samym roku wyreżyserował kolejny film fabularny pod nazwą Spokój, którego bohaterem był robotnik wypuszczony z zakładu karnego, próbujący ułożyć sobie życie na nowo (Jerzy Stuhr). Pragnienie robotnika, aby prowadzić spokojne życie, nie zostaje zrealizowane: „naraża się dyrekcji, która chciała z niego zrobić agenta. Koledzy robotnicy uznają go za łamistrajka i masakrują” – pisał o bohaterze filmu Tadeusz Sobolewski. Spokój przez cztery lata nie był dopuszczany do obiegu. Gdy został wyemitowany w 1980, krytycy zarzucali mu doraźną wymowę, odnosząc go do wydarzeń sierpniowych 1980 roku; rzadziej wspominali o walorach estetycznych filmu.
W latach 1977–1978 zrealizował cztery filmy dokumentalne. Tematem Nie wiem była opowieść wyrzuconego z pracy dyrektora huty, który usiłował się przeciwstawić korupcji w zakładzie. Szpital traktował o pracy chirurgów przy bardzo niekorzystnych warunkach panujących w szpitalu. Bohaterem filmu Z punktu widzenia nocnego portiera, który otrzymał nagrodę FIPRESCI na Krakowskim Festiwalu Filmowym, był strażnik fabryczny o totalitarnych poglądach. Już na etapie realizacji Portiera, w zamierzeniu filmu o mentalności ludzi podporządkowanych władzy, Kieślowski zorientował się jednak, że w istocie skrzywdził swojego bohatera. Po kinowej premierze Portiera Kieślowski nie dopuszczał za swojego życia do jego dystrybucji telewizyjnej. Podobne rozterki reżyser przeżywał po realizacji Nie wiem, którego bohaterowi wypowiedziano najem i szykanowano go właśnie z powodu tego, co na ekranie zobaczyli dygnitarze partyjni. Tak jak w przypadku Portiera, Nie wiem nie zostało dopuszczone przez Kieślowskiego do dystrybucji telewizyjnej. Bardziej udane dokumenty Kieślowskiego, Siedem kobiet w różnym wieku (1978) o tytułowych siedmiu tancerkach oraz Gadające głowy (1980) o sondzie przeprowadzanej na przypadkowych przechodniach, w mniejszym stopniu wchodziły w bliższe relacje z bohaterami. Dworzec (1980), w którym Kieślowski filmował Dworzec Centralny w Warszawie, okazał się jednak momentem załamania kariery Kieślowskiego jako dokumentalisty. W trakcie jego realizacji okazało się, że Kieślowski zarejestrował wizytę milicjantów, którzy na dworcu odnaleźli trupa kobiety zamordowanej przez córkę. Milicja dokładnie przejrzała nakręcony materiał, mając nadzieję, że znajdzie rejestrację wizerunku mordercy. Materiał filmowy oddano reżyserowi w stanie nienaruszonym, lecz Kieślowski właśnie wtedy stracił serce do swej pasji dokumentalisty:

Co ja wtedy zrozumiałem? Że chcąc nie chcąc, niezależnie od mojej woli, mogłem się stać donosicielem. [...] Gdybyśmy kamerę obrócili w lewo zamiast w prawo, być może byśmy ją [morderczynię] sfotografowali i stałbym się współpracownikiem milicji. To był taki moment, kiedy zrozumiałem, że więcej dokumentu nie chcę robić [...].

Ową zmianę w twórczości Kieślowskiego zapowiadał już autobiograficzny film fabularny Amator z 1979. Jego bohater jest filmowcem amatorem, który z pasji do kina tworzy dokumenty bez świadomości, że może swoimi filmami wyrządzić krzywdę swoim bohaterom. Amator zyskał znaczący rozgłos wśród krytyków, którzy dostrzegali w nim traktat o roli kina i sztuki w życiu człowieka – z kulminacyjnym zakończeniem ukazującym filmowca kierującego kamerę na siebie; doceniano też łączenie fabuły z dokumentalną narracją. Powszechnie krytykowano natomiast źle zrealizowany wątek miłosny. Amator otrzymał Złoty Medal na Międzynarodowym Festiwalu Filmowym w Moskwie oraz Złotego Lwa na Festiwalu Polskich Filmów Fabularnych, stając się częścią kanonu kina moralnego niepokoju.
W 1980 opublikował w miesięczniku „Dialog” manifest Głęboko zamiast szeroko, w którym zrewidował swój stosunek do filmu dokumentalnego:

Dziś prawda o świecie, która według mnie jest nadal warunkiem podstawowym, już nie wystarczy. Trzeba szukać sytuacji bardziej dramatycznych, wniosków wybiegających poza codzienne doświadczenie, diagnoz bardziej uniwersalnych i mądrzejszych. W warunkach wolności stanowiska polaryzują się ostrzej [...]. Rozwój musi więc nastąpić przez dialog tych stanowisk, przez walkę poglądów na ludzi, świat, kraj.

W 1981 wyreżyserował dwa filmy fabularne. Pierwszy, ukończony tuż przed stanem wojennym Krótki dzień pracy, powstał na podstawie reportażu Hanny Krall Widok z okna na pierwszym piętrze. Jego bohaterem był lokalny sekretarz partii komunistycznej, który musiał się zmierzyć z robotnikami strajkującymi w 1976. Okazało się jednak, że film trafił na bardzo niefortunny moment; podczas gdy strajki solidarnościowe rychło miały zostać rozpędzone po ogłoszeniu stanu wojennego, narracja filmowa starała się narzucić widzowi sympatię wobec komunisty. Pomny tego, co uczynił, Kieślowski uznał ten film za całkowicie nieudany, po czym nie dopuszczał do dalszej dystrybucji filmu. Krótki dzień pracy zadebiutował w telewizji dopiero w 1996 roku.
Drugi film Kieślowskiego z tego samego roku, Przypadek, traktował o studencie Witku (Bogusław Linda), który decyduje się na wyjazd do Warszawy. Od tej pory film pokazuje trzy wersje wydarzeń: zależnie od tego, czy student zdąży na pociąg, czy nie, zostaje aktywistą komunistycznym, działaczem „Solidarności” lub człowiekiem niezaangażowanym w politykę. We wszystkich przypadkach bohater ponosi klęskę, ale sam reżyser utożsamiał się z trzecim wariantem losów Witka, w którym „nie angażuje się politycznie, lecz stara się żyć i pracować jako uczciwy, zwyczajny obywatel”. Przypadek za samo wspomnienie o zrywie solidarnościowym nie został dopuszczony do rozpowszechniania; gdy ukazał się w 1987, w Polsce uzyskał bardzo zróżnicowane opinie krytyków – traktowali go oni bowiem jako film polityczny odnoszący się do minionych wydarzeń przełomu lat 70. i 80. XX wieku, z niepotrzebnie rozbudowanym wątkiem erotycznym. Zwracano jednak uwagę na poruszoną w filmie rolę przypadku ludzkiego i podatności człowieka na otoczenie. Dopiero po śmierci Kieślowskiego film uzyskał status arcydzieła filmowego, zwłaszcza po rekonstrukcji cyfrowej sporządzonej na zlecenie Martina Scorsese w 2014 roku   .

#### 1984–1994: współpraca z Krzysztofem Piesiewiczem

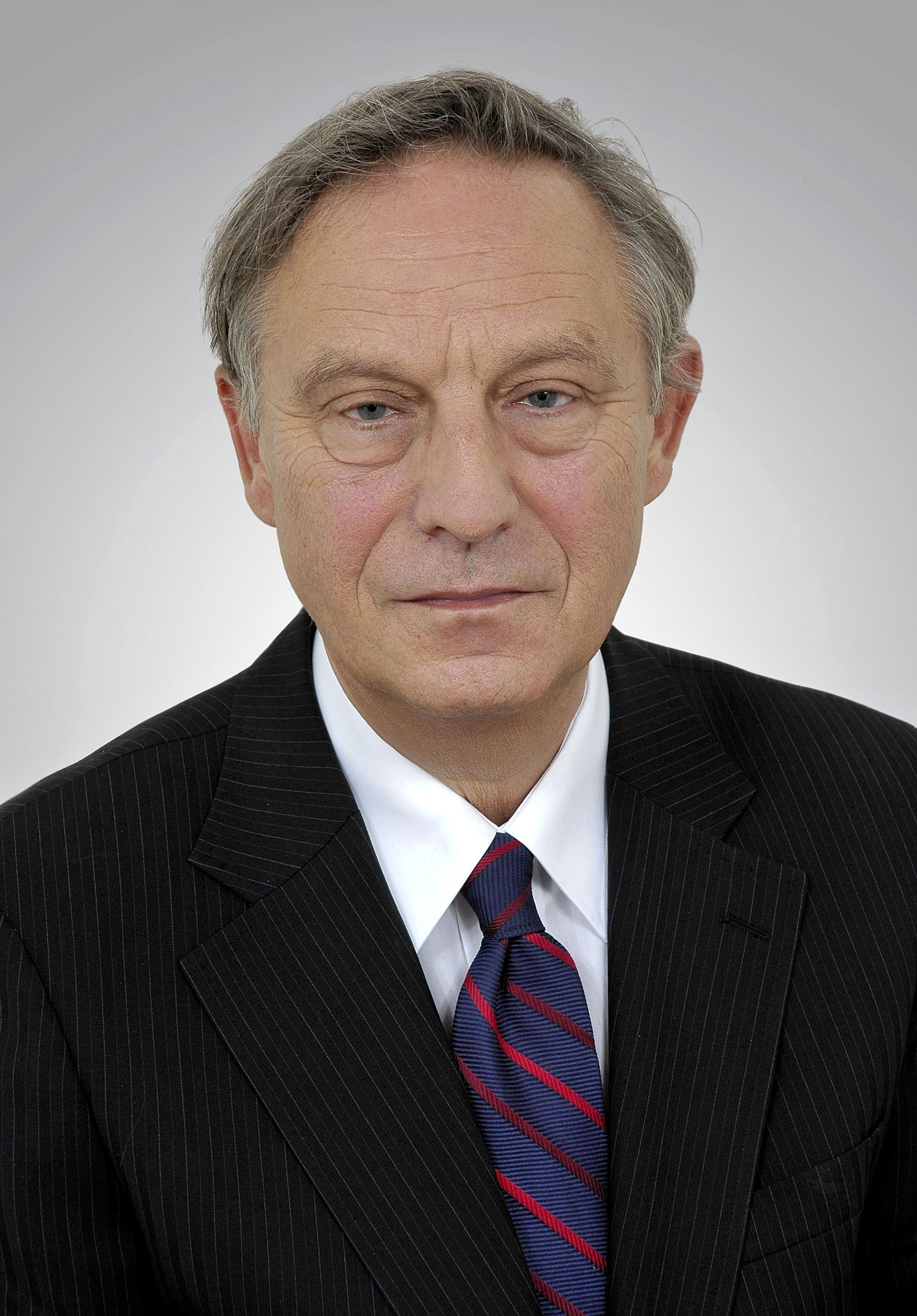
Krzysztof Piesiewicz, adwokat, scenarzysta i wieloletni współpracownik Kieślowskiego

Po ogłoszeniu stanu wojennego w Polsce planował zrobienie filmu dokumentalnego o pracy sądów w okresie komunistycznych prześladowań, jednak gdy okazało się, że represje ustały na przełomie 1982 i 1983, zdecydował się na fabułę. Wówczas zaoferował mu współpracę Krzysztof Piesiewicz, adwokat biorący udział w trakcie stanu wojennego w procesach działaczy Konfederacji Polski Niepodległej i Karola Modzelewskiego. Bez końca, którego bohaterem był zmarły adwokat (Jerzy Radziwiłowicz) spoglądający z zaświatów na represje podczas stanu wojennego, zapoczątkował wieloletnią współpracę Kieślowskiego i Piesiewicza. Po premierze Bez końca spotkał się z ostrą krytyką zarówno ze strony pism reżimowych, które zarzucały filmowi ukazywanie pesymistycznego obrazu Polski, jak i krytyków opozycyjnych, którzy doszukiwali się w nim przejawów kolaboracji Kieślowskiego z władzą; film był krytykowany również za stronniczość i nielogiczność fabularną. Obrońcy filmu wskazywali natomiast jako zaletę sugestywny obraz Polski 1982 oraz subtelną symbolikę. Sobolewski pisał: „Okrutna szczerość i tragiczna ironia tego filmu są godne Eroiki Munka. W ukazaniu stanu wojennego jest jednak pewna nierozstrzygnięta do końca ambiwalencja, która sprawiła, że film został odrzucony przez widownię. Dziś wiemy, że jest odbiciem dramatu samego Kieślowskiego, jego własnych decyzji, rozterek, błędów, utraty jasności” .
Mimo negatywnego odbioru Bez końca Kieślowski nadal działał jako reżyser. Krzysztof Piesiewicz zaproponował mu stworzenie cyklu filmów telewizyjnych luźno opartych na dziesięciu przykazaniach. Akcja Dekalogu, złożonego z 10 filmów-moralitetów, obraca się wokół życia mieszkańców osiedla mieszkaniowego w warszawskim Ursynowie. Poszczególne części łączyła muzyka Zbigniewa Preisnera, a także postać obserwatora (Artur Barciś), która pojawiła się w dziewięciu filmach cyklu. Dekalog zebrał powszechne pochwały za spójność, warsztat realizatorski i maestrię w operowaniu aktorami, choć w Polsce wywołał burzliwą debatę wśród krytyków pod względem przesłania. Entuzjastyczne przyjęcie cyklu przez międzynarodowych krytyków przypieczętowała przyznana Kieślowskiemu nagroda FIPRESCI na Międzynarodowym Festiwalu Filmowym w Wenecji.
W trakcie kręcenia Dekalogu dwa jego filmy opublikowano w wersji pełnometrażowej. Pierwszy, stworzony w 1987 Krótki film o zabijaniu, jest opowieścią o młodzieńcu (Mirosław Baka) skazanym na śmierć za morderstwo. Krótki film o zabijaniu, ledwo dopuszczony do głównego konkursu Festiwalu Filmowego w Cannes, zebrał mimo trudności dystrybucyjnych entuzjastyczne recenzje francuskich krytyków, którzy okrzyknęli go arcydziełem. Krótki film o zabijaniu otrzymał nagrodę FIPRESCI w Cannes, Złotego Lwa na Festiwalu Polskich Filmów Fabularnych oraz Europejską Nagrodę Filmową „Felix”, przyznawaną wówczas po raz pierwszy. Pod jego wrażeniem w Polsce wstrzymano wykonywanie kary śmierci. Kolejny film pełnometrażowy pod nazwą Krótki film o miłości, opublikowany w 1988, traktował o młodym człowieku (Olaf Lubaszenko), który zakochuje się w dojrzałej kobiecie (Grażyna Szapołowska) i zaczyna coraz natrętniej ingerować w jej życie. Krótki film o miłości również spotkał się z uznaniem krytyków, zdobywając kolejną nagrodę FIPRESCI (tym razem na Międzynarodowym Festiwalu Filmowym w San Sebastián) oraz pięć nagród w Gdyni, w tym Złotego Lwa. W 1988 ukazał się również ostatni dokument Kieślowskiego – Siedem dni w tygodniu, opublikowany w ramach holenderskiej serii Życie miejskie.
W 1989 został zaproszony do obrad jury konkursu głównego na 42. MFF w Cannes, pod przewodnictwem Wima Wendersa. Na fali sukcesu Dekalogu włoski producent Leonardo de la Fuente zaproponował reżyserowi realizację koprodukcji polsko-francuskiej. Kieślowski i Piesiewicz opracowali scenariusz do filmu Podwójne życie Weroniki, który był opowieścią o dwóch identycznych kobietach żyjących w Polsce i we Francji (obie grane przez Irène Jacob), z których pierwsza – Polka – poświęca życie karierze muzycznej, druga zaś – Francuzka – zadowala się skromną posadą nauczycielki muzyki i dowiaduje się stopniowo o tragedii z udziałem jej sobowtórki. Podwójne życie Weroniki otrzymało kolejną nagrodę FIPRESCI w Cannes, zbierając wielkie pochwały za wirtuozerię operatorską; jakkolwiek później reżyserowi stawiano zarzut uprawiania kiczu, Marek Haltof pisał, że Kieślowski dokonał dla filmu artystycznego lat 90. XX wieku tego samego, co Sergio Leone dla westernu lat 60.
Wspólny dorobek Kieślowskiego i Piesiewicza zwieńczyła międzynarodowa, francusko-polsko-szwajcarska trylogia Trzy kolory kręcona w latach 1993–1994, która ironicznie odwoływała się do hasła rewolucji francuskiej: „Wolność, równość, braterstwo”. Za produkcję monumentalnej trylogii odpowiadał francuski filmowiec Marin Karmitz. Pierwszy film z trylogii, Niebieski, był opowieścią o żonie (Juliette Binoche) wybitnego kompozytora, która po śmierci jej rodziny w wypadku samochodowym zostaje pozbawiona zobowiązań, lecz odczuwa w związku z tym wewnętrzną pustkę. Niebieski otrzymał Złotego Lwa w Wenecji oraz trzy Cezary, lecz już wtedy jego narracja podzieliła krytyków; oceny filmu wahały się od przyznawania mu statusu „arcydzieła”  aż po zarzuty wydumanej, abstrakcyjnej narracji .
Drugi film należący do trylogii, Biały był czarną komedią o polskim fryzjerze (Zbigniew Zamachowski), który zostaje porzucony przez swoją francuską żonę (Julie Delpy) i usiłuje zemścić się na niej. Biały, pomimo podobnie spolaryzowanego odbioru  , otrzymał Srebrnego Niedźwiedzia za reżyserię na Międzynarodowym Festiwalu Filmowym w Berlinie.
Najwięcej kontrowersji wywołał ostatni film z trylogii, Czerwony, poświęcony samotności międzyludzkiej na przykładzie modelki (Jacob), która nawiązuje znajomość ze zgorzkniałym emerytowanym sędzią podpatrującym swoich sąsiadów (Jean-Louis Trintignant). Mimo że Czerwony został entuzjastycznie przyjęty przez znaczną część krytyków, zachwyconych zdjęciami Piotra Sobocińskiego oraz sposobem opowiadania fabuły i upatrujących w filmie faworyta Festiwalu Filmowego w Cannes , presja ze strony zdegustowanych filmem środowisk „The New York Timesa” i „Cahiers du cinéma” oraz Jeana-Luca Godarda sprawiła, że jury festiwalu pod przewodnictwem Clinta Eastwooda całkowicie zignorowało ostatnią część trylogii i nie przyznało jej żadnej nagrody . Film był także nominowany do Oscara w trzech kategoriach (za reżyserię, scenariusz oraz zdjęcia), lecz nie zdobył ostatecznie żadnej statuetki. Rozgoryczony Kieślowski w 1994 w programie 100 pytań do... powiedział: „W tym wagonie, który jest strasznie zatłoczony, niewygodny i nie ma w nim miejsca, w tym z napisem FILM, [...] melduję pani i państwu, że się zwalnia miejsce. Ja po prostu już wysiadam”.

#### Niezrealizowane projekty
Pomimo że był załamany po klęsce festiwalowej Czerwonego, w 1995 na prośbę Karmitza rozpoczął wraz z Piesiewiczem pisanie planowanego scenariusza kolejnej trylogii, na którą miały się złożyć Niebo, Czyściec oraz Piekło. Projekt nie doszedł jednak do skutku ze względu na śmierć Kieślowskiego w trakcie prac przygotowawczych. Niebo dopiero w 2002 zekranizował Tom Tykwer, natomiast realizacji Piekła podjął się w 2005 roku Danis Tanović. Zamykającego trylogię Czyśćca nikt nie przełożył na język filmu, choć scenariusz Kieślowskiego i Piesiewicza został ukończony i wydany drukiem.

### Działalność filmowa, edukacyjna i teatralna

#### Stowarzyszenie Filmowców Polskich
W 1971 został członkiem Stowarzyszenia Filmowców Polskich, a w latach 1978–1981 był jego wiceprezesem. W 1990 otrzymał status honorowego członka Brytyjskiego Instytutu Filmowego, natomiast w 1995 stał się członkiem Amerykańskiej Akademii Sztuki i Wiedzy Filmowej.

#### Nauczanie akademickie
Wykładał reżyserię i pisanie scenariuszy na kilku uczelniach filmowych:
- w Katowicach (1979–1982) – na Wydziale Radia i Telewizji Uniwersytetu Śląskiego (obecna Szkoła Filmowa im. Krzysztofa Kieślowskiego).
- w Berlinie Zachodnim (1984),
- w Helsinkach (1988),
- w Szwajcarii (1985, 1988, 1992),
- w Łodzi (1993–1996)[1].

#### Teatr oraz Teatr Telewizji
W latach 70. działał także jako reżyser teatralny. Współpracował z Teatrem Telewizji, reżyserując trzy sztuki: Szach królowi Stefana Zweiga (1972), Dwoje na huśtawce Williama Gibsona (1976) oraz Kartotekę Tadeusza Różewicza (1977). Pod koniec 1977 wyreżyserował sztukę Życiorys na podstawie własnego filmu dokumentalnego.

## Poglądy, życie rodzinne, śmierć

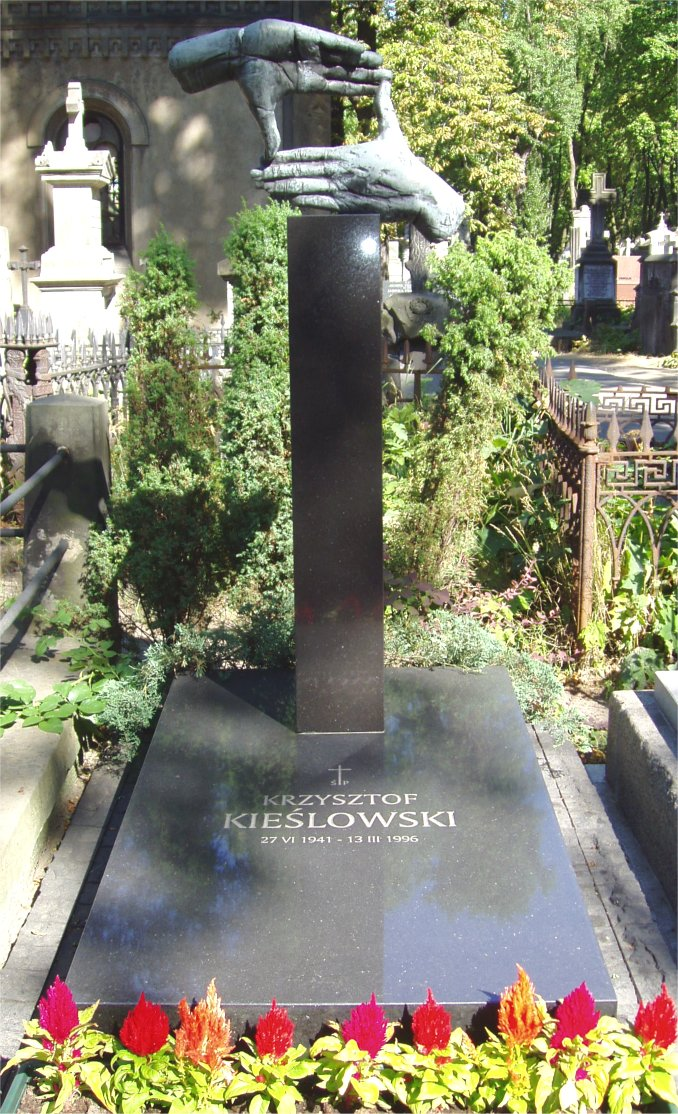
Grób Kieślowskiego na cmentarzu Powązkowskim (2006)

W trakcie studiów w 1967 poślubił Marię Cautillo, z którą miał córkę Martę (ur. 1972).
Deklarował się jako agnostyk, lecz kierował się Starym Testamentem i biblijnym Dekalogiem jako kompasem moralnym w trudnych czasach:

jeżeli myślę o Bogu, to dużo częściej i właściwie bardziej podoba mi się Bóg ze Starego Testamentu [...], Bóg wymagający, okrutny, mściwy. [...] Bóg ze Starego Testamentu zostawia dużo wolności i narzuca wielką odpowiedzialność. Patrzy, jak korzystasz z tej wolności, a potem bezwzględnie nagradza cię lub karze i nie ma już odwołania, nie ma wybaczenia. To jest coś trwałego, absolutnego i nierelatywnego.

Podkreślał konieczność istnienia norm etycznych:

Wierzę w dobro i zło, choć w czasach, w których żyjemy, trudno mówić o czerni i bieli. Ale uważam, że jedno jest zdecydowanie lepsze od drugiego i wierzę, że ludzie chcą wybierać dobro - po prostu czasami nie są w stanie tego zrobić .

U schyłku swego życia był aktywnym palaczem; palenie papierosów oraz picie kawy weszło mu w nawyk. Na pytanie, co będzie robił po Czerwonym, odpowiadał: „Wezmę sobie jakieś krzesełko, paczkę kawy, papierosy i będę czytał”. Równocześnie, jak potwierdzała jego przyjaciółka Agnieszka Holland, miewał stany depresyjne. Latem 1995, pod destrukcyjnym wpływem palenia, przeszedł zawał serca. Zdiagnozowano mu silny stan wieńcowy, ale po wyjściu ze szpitala długo odmawiał on operacji. Gdy pojawiły się duszności, Kieślowski zaczął słuchać zaleceń lekarskich, zgodził się również na operację wszczepienia by-passów. Operacji tej reżyser nie przeżył – zmarł przed południem 13 marca 1996 w szpitalu w Warszawie. Został pochowany 19 marca 1996 na cmentarzu Powązkowskim w Warszawie (kwatera 25 wprost-4-11). Rzeźbę nagrobną, która przedstawia kadrujące dłonie reżysera, zaprojektował Krzysztof M. Bednarski.

## Styl filmowy
Kinematografia Kieślowskiego po jego międzynarodowym sukcesie była porównywana do dzieł reżyserów takich, jak Ingmar Bergman, Robert Bresson, Roberto Rossellini, Andriej Tarkowski, David Lynch czy Alfred Hitchcock, aczkolwiek Kieślowski wytworzył swój odrębny styl filmowy. Kieślowski inspirował się także literaturą, jako najważniejszych dla niego twórców wskazując Fiodora Dostojewskiego, Thomasa Manna, Franza Kafkę i Alberta Camusa.

### Styl dokumentalny
W swej pracy dyplomowej pt. Film dokumentalny a rzeczywistość wyłożył podstawowe własne swojej twórczości dokumentalnej. Manifest Kieślowskiego zakładał bardziej precyzyjne ukazywanie rzeczywistości, poszukiwanie w niej cech charakterystycznych dla filmu fabularnego. Na swoiste 10 przykazań realizatorów filmów dokumentalnych w pracy Kieślowskiego składały się, zdaniem Mikołaja Jazdona, następujące postulaty:
1. Portretowanie rzeczywistych ludzi, miejsc i nastrojów;
2. Kierowanie się intencją poznawania, rozumienia i zmiany świata na lepsze;
3. Pokazywanie świata z własnego punktu widzenia;
4. Kształtowanie myśli zawartej w filmie na podstawie obserwowanej rzeczywistości, nie wbrew niej;
5. Badanie słuszności postawionej hipotezy na podstawie zebranej dokumentacji filmowej;
6. Możliwość wydobywania prawdy z rzeczywistości za pomocą inscenizacji, prowokacji, wywiadu, ujęć z ukrytej kamery;
7. Używanie montażu do odkrywania prawdy o zarejestrowanych wydarzeniach i przedstawiania własnego punktu widzenia;
8. Unikanie wpływu (pozytywnego lub negatywnego) na życie rejestrowanych ludzi;
9. Unikanie sprzeniewierzania się własnym poglądom, nawet za cenę niedopuszczenia filmu do publikacji;
10. W przypadku presji propagandy – opisywanie świata zgodnie z prawdą[154].

Pod względem formalnym wzorował się na filmach swojego mentora, Kazimierza Karabasza, aczkolwiek niekiedy wskazuje się także wpływ amerykańskiego nurtu Direct Cinema na twórczość reżysera. Marek Haltof pisał, że u Kieślowskiego, tak jak u Karabasza, „zbliżenia na twarze same opowiadały całą historię bez potrzeby używania głosu komentarza, dialogów czy muzyki”. Kieślowskiego w dokumentalnej fazie twórczości cechowała wrażliwość na los innych ludzi oraz zdolność dokładnej obserwacji świata. Nie oceniał on bohaterów swoich filmów, pozwalając im na własną ocenę zjawisk i wartości. Jego dokumenty demaskowały zarazem wady represyjnego systemu komunistycznego, który nie uznawał indywidualności.
Jazdon podsumowywał działalność dokumentalną Kieślowskiego następująco:

Bohaterami dokumentów Kieślowskiego są ludzie pracy (robotnik, lekarz, kierowca, murarz), czyli ci, którzy – według oficjalnej doktryny głoszonej przez rządzących – sprawują władzę w państwie. Kieślowski pokazuje w swych dokumentach, iż w pozornie bezklasowym społeczeństwie istnieje wyraźny podział na uprzywilejowanych i poddanych oraz silnych i słabych. Silni zaś to ci, którym udało się w oficjalnym systemie objąć stanowisko zapewniające im sprawowanie władzy nad innymi (urzędnik biurokrata, portier, działacz partyjny). [...] Reżyser pokazuje, że bohater zbiorowy, który najczęściej występuje w jego filmach, ma twarz pojedynczego człowieka, o czym nie chciała pamiętać ówczesna władza, legitymizująca siebie i własne poczynania hasłem działania na rzecz dobra anonimowych mas.

### Styl filmów fabularnych
W pierwszej fazie swej twórczości fabularnej Kieślowski, opierając się na doświadczeniach z kręcenia dokumentów, opisywał rzeczywistość Polski przełomu lat 70. i 80. XX wieku. W filmach kręconych przez reżysera w latach 70. XX wieku wyraźne są wątki autobiograficzne (Personel, Amator). Podkreślał w nich swe rozczarowanie teatrem oraz zagrożenia niesione przez filmowanie dokumentów. W Amatorze ujawniła się rewizja poglądów reżysera na opisywanie świata. Bohater tego filmu decyduje się ostatecznie na poznanie samego siebie. Bohaterowie filmów społecznych Kieślowskiego (Spokój, Przypadek, Bez końca) próbują zachować neutralność i czystość moralną w obliczu problemów społeczno-politycznych Polski, co prowadzi do ich klęski. Reżyser często (Blizna, Krótki dzień pracy, Przypadek) ukazywał życie drugorzędnych funkcjonariuszy władzy komunistycznej, nie szufladkując ich podług wyznawanej ideologii. Ostatecznie w Bez końca Kieślowski porzucił opisywanie rzeczywistości, kreśląc metaforyczny obraz społeczeństwa polskiego bez obecności władzy.
W drugiej fazie twórczości fabularnej reżyser skupiał się na zagadnieniach spirytualnych, wręcz metafizycznych. David Sterritt czyni jednak zastrzeżenia, że „metafizyka Kieślowskiego jest raczej humanistyczna i psychologiczna niż doktrynalna czy teologiczna, co pomaga wyjaśnić, dlaczego tak wytrwale pracował nad najdrobniejszymi nawet szczegółami swoich filmów”. Metafizyczną fazę twórczości reżysera otwiera Dekalog, w którym Kieślowski odciął się ostatecznie od polityki i starał się postawić uniwersalne pytania moralne, jednocześnie odbiegając od realiów współczesnej Polski. Przemiana ta spowodowała, że z braku zaczepienia w rzeczywistości reżyser zaczął tworzyć własny, odrębny świat. W Podwójnym życiu Weroniki między dwiema bohaterkami występuje szczególna więź, która pozwala drugiej z nich na niepowtórzenie błędów pierwszej. Trylogia Trzy kolory z kolei traktowała o różnych formach miłości w świecie racjonalnym końca XX wieku, łącząc melodramat z kinem autorskim i inspiracją postmodernizmem na poziomie bliskim kiczowi. Niebieski podejmował polemikę z formułą klasycznego melodramatu, jednocześnie ukazując proces otrząśnięcia się człowieka z tragedii rodzinnej. Biały z kolei stanowi szereg cytatów i aluzji do klasyków kina. Czerwony, najbardziej odległy od rzeczywistości i metaforyczny film reżysera, zamyka dzieje bohaterów tryptyku, dostarczając refleksji o znaczącej roli przypadku w życiu człowieka.
Istnieją wprawdzie głosy, iż Kieślowski nie zrywał całkowicie w swojej fabularnej twórczości z metodą charakterystyczną dla filmów dokumentalnych. Słoweński filozof Slavoj Žižek pisał, iż nawet w swoich filmach fabularnych:

Kieślowski traktuje materiał filmowy jako dokument, który w konsekwencji należy zdziesiątkować, tak by pozostały jedynie fragmenty, które nigdy nie są w pełni zrozumiałe, tzn. w których w ostatecznym szlifie zawsze brakuje czegoś - elementu, który dałby kluczowe wyjaśnienie. […] Otwartość Kieślowskiego na przypadkowe spotkania, zbiegi okoliczności i nieoczekiwane tajemnicze powiązania, tak bardzo chwalony „tajemniczy” efekt jego późnych filmów fabularnych, paradoksalnie opiera się na uporczywym stosowaniu metody dokumentalnej aż do samego końca jego twórczości.

Podobnie traktował twórczość Kieślowskiego historyk Paul Coates, zdaniem którego przejście reżysera od dokumentu do fikcji nie byłoby „ani daremną próbą przeskoczenia własnego cienia, ani chłodną, oderwaną od rzeczywistości postmodernistyczną grą, lecz wskaźnikiem wysublimowanej nieprzewidywalności rozwoju, ciągłości poprzez nieciągłość: zdolności do całkowitej zmiany, a jednak pozostania tym samym”. Zdaniem Coatesa Kieślowski, często przyjmując z aprobatą pomysły podsuwane mu przez członków ekipy filmowej oraz obsadę, „odnowił kino artystyczne, przekształcając autorską dyktaturę w demokrację, w której reżyser jest na planie […] tylko o tyle, o ile nie ma jasno określonej pracy i […] najlepiej można go określić jako «kogoś, kto pomaga»”.

### Strona estetyczna
Steven Woodward wymienia najbardziej charakterystyczne cechy stylu wizualnego Kieślowskiego:

Ujęcia postaci obserwujących i obserwowanych; naprzemienne stosowanie kamery wyprzedzającej i śledzącej; drobiazgową dbałość o wyczucie przestrzeni, koloru i faktury scenografii; staranną kontrolę relacji postaci do tła zarówno poprzez kontrast, jak i kolor; oraz wykorzystanie kluczowych ujęć, wizualnie intensywnych momentów przypominających fotografie z ich zagęszczeniem akcji i znaczeń filmowych. Choć żaden z tych elementów nie jest unikalny dla Kieślowskiego, to ich połączenie tworzy jego niepowtarzalną wizualną sygnaturę.

Filmy dokumentalne, a także wczesne fabularne w dorobku Kieślowskiego, ukazywały Polskę w całej swej brzydocie, uwypuklając jej bezbarwny krajobraz. Wczesną twórczość Kieślowskiego wyróżniają ascetyczna forma, chłodne ukazywanie ponurej rzeczywistości PRL-u oraz brak różnic między głównymi bohaterami a statystami. W Dekalogu Kieślowski zaczął stosować wyszukane zabiegi wizualne, na przykład budowę drugiego planu w głębi sceny czy też ujęcia pod światło z zastosowaniem kontrastu. Zastosował też liczne niedomówienia fabularne; dzieła z tego cyklu były utworami kontemplacyjnymi, o powolnym rytmie. W związku z tym francuska krytyk Véronique Campan opisała Kieślowskiego jako „reżysera bezczynności, nudy, powolności” i „mistrza opisów”.

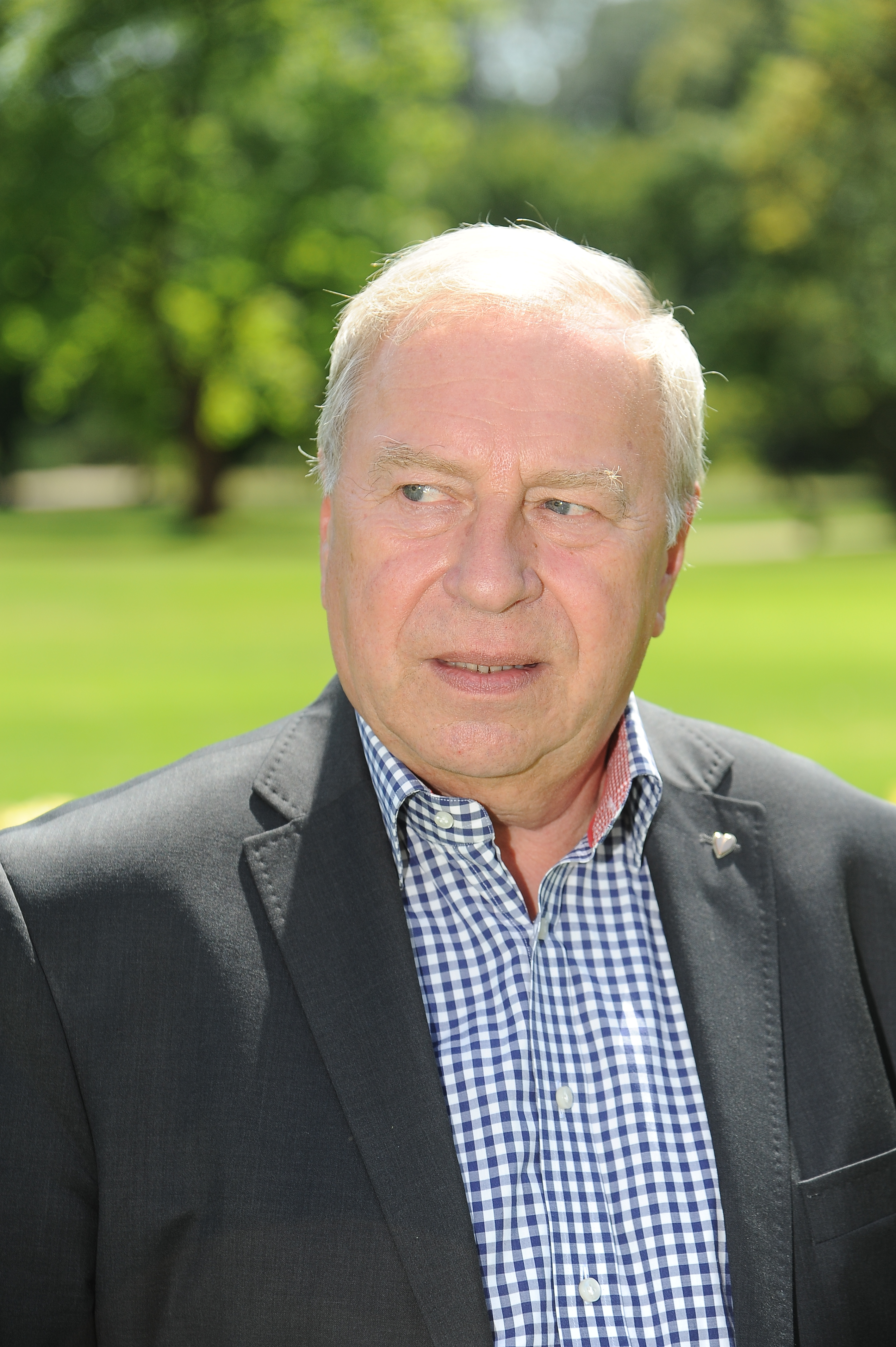
Jerzy Stuhr, aktor w wielu filmach Kieślowskiego, naśladował twórczość tegoż we własnych produkcjach

Od filmu Podwójne życie Weroniki uwidacznia się zmiana estetyki autorskiej. Kieślowski zaczął tworzyć własną rzeczywistość, w związku w czym filmowany przez niego świat stał się malowniczy, nabrał uroku oraz stylu, przypominając reklamy drukowane i telewizyjne. W związku ze skupieniem się reżysera na twarzach głównych bohaterów znaczenia nabrały ich najdrobniejsze gesty. Zmiany były widoczne także w muzyce. We wczesnej fazie twórczości Kieślowski używał oszczędnej, niekoniecznie powiązanej z dramaturgią filmu ścieżki dźwiękowej. Od filmu Bez końca reżyser podjął stałą współpracę z kompozytorem Zbigniewem Preisnerem, co przełożyło się na zmianę w muzyce; przyczyniała się ona do wzmocnienia dramaturgii i współgrała z obrazem.
Kieślowski przywiązywał wielką uwagę do montażu. Po nakręceniu materiału filmowego często wycinał spore fragmenty filmu, tworząc niedomówienia i tajemnice w fabule.

## Znaczenie
Twórczość Kieślowskiego wywarła olbrzymi wpływ na późniejszą kinematografię polską. Twórczo z jego dorobkiem – zwłaszcza sposobem portretowania kobiet w jego filmach – polemizowały Iwona Siekierzyńska (Moje pieczone kurczaki, 2002), Ewa Stankiewicz (Nie opuszczaj mnie, 2009) oraz Małgorzata Szumowska (Body/Ciało, 2015). Jerzy Stuhr, aktor w wielu filmach Kieślowskiego, imitował jego styl w dziełach Historie miłosne (1997), Tydzień z życia mężczyzny (1999), Pogoda na jutro (2003), a przede wszystkim – w filmie Duże zwierzę (2000) według porzuconego scenariusza Kieślowskiego. Paweł Łoziński, asystent Kieślowskiego przy Trzech kolorach, również nawiązywał do dziedzictwa współtwórcy Dekalogu w średniometrażowym filmie Kratka (1996).
Inspirację kinem Kieślowskiego poza granicami Polski dostrzegano w filmach Nuri Bilge Ceylana, Grzegorza Zglińskiego, Cristiana Mungiu i Toma Tykwera. Film Tykwera Biegnij Lola, biegnij (1998) w postmodernistycznym kluczu przetwarzał pomysł różnych wariantów losów bohatera niczym w Przypadku Kieślowskiego . Do wpływu Kieślowskiego przyznawali się też bracia Dardenne, Atom Egoyan, Abbas Kiarostami, Milczo Manczewski, a nawet Jean-Pierre Jeunet, którego Amelia (2001) jest hołdem złożonym Podwójnemu życiu Weroniki . Spirytualne motywy twórczości Kieślowskiego przenikały także seriale telewizyjne głównego nurtu, takie jak Sześć stóp pod ziemią (2001–2005), Zagubieni (2004–2010) i Sense8 (2015–2018) .
Jeremy Richey w pracy zbiorowej Directory of World Cinema: East Europe następująco określił wpływ Kieślowskiego na kinematografię: „Stwierdzenie, że odejście Kieślowskiego pozostawiło po sobie pustkę, jest pewnie niedopowiedzeniem – jego śmierć oznaczała koniec bogatej tradycji filmowej i wielki cios dla potężnego niegdyś europejskiego filmu artystycznego”.

## Nagrody indywidualne
| Rok  | Film                               | Instytucja                                                                | Wyróżnienie                                                          | Rezultat  |
| ---- | ---------------------------------- | ------------------------------------------------------------------------- | -------------------------------------------------------------------- | --------- |
| 1967 | Urząd                              | Festiwal Etiud PWSFTviT                                                   | Nagroda DKF „Zygzakiem”                                              | Wygrana   |
| 1971 | Byłem żołnierzem                   | Ogólnopolski Festiwal Filmów Krótkometrażowych w Krakowie                 | Nagroda „Głosu Robotniczego”                                         | Wygrana   |
| 1971 | Byłem żołnierzem                   | Ministerstwo Obrony Narodowej                                             | Nagroda Ministerstwa Obrony Narodowej                                | Wygrana   |
| 1971 | Była wojna                         | Ministerstwo Obrony Narodowej                                             | Nagroda Ministerstwa Obrony Narodowej                                | Wygrana   |
| 1971 | Była wojna                         | Ogólnopolski Festiwal Filmów Krótkometrażowych w Zakopanem                | Nagroda miesięcznika „Żołnierz Polski”                               | Wygrana   |
| 1974 | Pierwsza miłość                    | Krakowski Festiwal Filmowy                                                | Złoty Smok                                                           | Wygrana   |
| 1974 | Pierwsza miłość                    | Krakowski Festiwal Filmowy                                                | Złoty Lajkonik                                                       | Wygrana   |
| 1975 | Pierwsza miłość                    | Komitet ds. Radia i Telewizji                                             | Nagroda Prezesa Komitetu ds. Radia i Telewizji                       | Wygrana   |
| 1975 | Personel                           | Krakowski Festiwal Filmowy                                                | Brązowy Lajkonik                                                     | Wygrana   |
| 1975 | Personel                           | Międzynarodowy Festiwal Filmowy w Mannheim                                | Grand Prix                                                           | Wygrana   |
| 1975 | Personel                           | Międzynarodowy Festiwal Filmowy w Mannheim                                | Międzynarodowa Katolicka Nagroda Filmowa                             | Wygrana   |
| 1975 | Personel                           | PWSFTviT                                                                  | Nagroda im. Andrzeja Munka                                           | Wygrana   |
| 1975 | Personel                           | DKF w Świebodzinie                                                        | Samowar, Nagroda Entuzjastów Kina                                    | Wygrana   |
| 1975 | Personel                           | Klub Krytyki Filmowej Stowarzyszenia Dziennikarzy Polskich                | Syrenka Warszawska                                                   | Wygrana   |
| 1976 | Personel                           | Czasopismo „Film”                                                         | Nagroda „Filmu” za debiut reżyserski w filmie fabularnym             | Wygrana   |
| 1976 | Personel                           | Koszaliński Festiwal Debiutów Filmowych „Młodzi i Film”                   | Grand Prix Wielki Jantar                                             | Wygrana   |
| 1976 | Personel                           | Festiwal Polskich Filmów Fabularnych                                      | Nagroda Dziennikarzy w kategorii filmu telewizyjnego                 | Wygrana   |
| 1976 | Personel                           | Festiwal Polskich Filmów Fabularnych                                      | Srebrne Lwy Gdańskie w kategorii filmu telewizyjnego                 | Wygrana   |
| 1976 | Blizna                             | Festiwal Polskich Filmów Fabularnych                                      | Nagroda Specjalna Jury                                               | Wygrana   |
| 1977 | Szpital                            | Krakowski Festiwal Filmowy                                                | Złoty Smok                                                           | Wygrana   |
| 1977 | Szpital                            | Klub Krytyki Filmowej Stowarzyszenia Dziennikarzy Polskich                | Syrenka Warszawska                                                   | Wygrana   |
| 1978 | Blizna                             | Lubuskie Lato Filmowe                                                     | Złote Grono                                                          | Wygrana   |
| 1979 | Z punktu widzenia nocnego portiera | Międzynarodowy Festiwal Filmu Dokumentalnego „Vision du Reel” w Nyonie    | Srebrna Sestercja                                                    | Wygrana   |
| 1979 | Z punktu widzenia nocnego portiera | Międzynarodowy Festiwal Filmów Krótkometrażowych i Dokumentalnych w Lille | Nagroda Jury                                                         | Wygrana   |
| 1979 | Z punktu widzenia nocnego portiera | Krakowski Festiwal Filmowy                                                | Złoty Lajkonik                                                       | Wygrana   |
| 1979 | Z punktu widzenia nocnego portiera | Krakowski Festiwal Filmowy                                                | Nagroda FIPRESCI                                                     | Wygrana   |
| 1979 | Siedem kobiet w różnym wieku       | Krakowski Festiwal Filmowy                                                | Złoty Lajkonik                                                       | Wygrana   |
| 1979 | Amator                             | Międzynarodowy Festiwal Filmowy w Moskwie                                 | Złoty Medal                                                          | Wygrana   |
| 1979 | Amator                             | Międzynarodowy Festiwal Filmowy w Moskwie                                 | Nagroda FIPRESCI                                                     | Wygrana   |
| 1979 | Amator                             | Międzynarodowe Forum Filmowe „Człowiek-Praca-Twórczość”                   | nagroda publiczności                                                 | Wygrana   |
| 1979 | Amator                             | Koszaliński Festiwal Debiutów Filmowych „Młodzi i Film”                   | Jantar                                                               | Wygrana   |
| 1979 | Amator                             | Festiwal Polskich Filmów Fabularnych                                      | Złote Lwy Gdańskie                                                   | Wygrana   |
| 1980 | Amator                             | Międzynarodowy Festiwal Filmowy w Berlinie                                | Nagroda Interfilm                                                    | Wygrana   |
| 1981 | Spokój                             | Czasopismo „Ekran”                                                        | Złoty Ekran                                                          | Wygrana   |
| 1981 | Spokój                             | Festiwal Polskich Filmów Fabularnych                                      | Nagroda Specjalna Jury                                               | Wygrana   |
| 1985 | Bez końca                          | Polska Federacja Dyskusyjnych Klubów Filmowych                            | Don Kichot                                                           | Wygrana   |
| 1987 | Przypadek                          | Międzynarodowy Festiwal Filmowy w Moskwie                                 | Nagroda Stowarzyszenia Filmowców Radzieckich                         | Wygrana   |
| 1987 | Przypadek                          | Festiwal Polskich Filmów Fabularnych                                      | Srebrne Lwy Gdańskie za scenariusz                                   | Wygrana   |
| 1988 | Krótki film o zabijaniu            | Międzynarodowy Festiwal Filmowy w Cannes                                  | Nagroda FIPRESCI                                                     | Wygrana   |
| 1988 | Krótki film o zabijaniu            | Międzynarodowy Festiwal Filmowy w Cannes                                  | Nagroda Jury                                                         | Wygrana   |
| 1988 | Krótki film o zabijaniu            | Europejska Nagroda Filmowa                                                | Najlepszy film                                                       | Wygrana   |
| 1988 | Krótki film o zabijaniu            | Festiwal Polskich Filmów Fabularnych                                      | Złote Lwy Gdańskie                                                   | Wygrana   |
| 1988 | Krótki film o zabijaniu            | Komitet Kinematografii                                                    | Nagroda Szefa Kinematografii                                         | Wygrana   |
| 1988 | Krótki film o miłości              | Międzynarodowy Festiwal Filmowy w San Sebastian                           | Nagroda FIPRESCI                                                     | Wygrana   |
| 1988 | Krótki film o miłości              | Międzynarodowy Festiwal Filmowy w San Sebastian                           | nagroda OCIC                                                         | Wygrana   |
| 1988 | Krótki film o miłości              | Międzynarodowy Festiwal Filmowy w San Sebastian                           | Nagroda Specjalna Jury                                               | Wygrana   |
| 1988 | Krótki film o miłości              | Festiwal Polskich Filmów Fabularnych                                      | Srebrne Lwy Gdańskie                                                 | Wygrana   |
| 1989 | Krótki film o miłości              | Tarnowska Nagroda Filmowa                                                 | Nagroda Jury                                                         | Wygrana   |
| 1989 | Krótki film o miłości              | Tarnowska Nagroda Filmowa                                                 | Nagroda Publiczności                                                 | Wygrana   |
| 1989 | Krótki film o miłości              | Tarnowska Nagroda Filmowa                                                 | Nagroda Specjalna Jury                                               | Wygrana   |
| 1989 | Krótki film o miłości              | Festiwal Filmowy w Strasburgu                                             | Nagroda miasta Schiltigheim                                          | Wygrana   |
| 1989 | Krótki film o miłości              | Międzynarodowy Festiwal Filmowy w São Paulo                               | Nagroda krytyki filmowej                                             | Wygrana   |
| 1989 | Krótki film o miłości              | Komitet Kinematografii                                                    | Nagroda Szefa Kinematografii                                         | Wygrana   |
| 1989 | Krótki film o miłości              | Festiwal „Gwiazdy Jutra” w Genewie                                        | Nagroda za reżyserię                                                 | Wygrana   |
| 1989 | Krótki film o miłości              | Koło Piśmiennictwa Filmowego Stowarzyszenia Filmowców Polskich            | Złota Taśma                                                          | Wygrana   |
| 1989 | Krótki film o zabijaniu            | Czasopismo „Film”                                                         | Złota Kaczka za najlepszy film polski                                | Wygrana   |
| 1989 | Krótki film o zabijaniu            | Tarnowska Nagroda Filmowa                                                 | Nagroda Specjalna Jury                                               | Wygrana   |
| 1989 | Dekalog                            | Międzynarodowy Festiwal Filmowy w Wenecji                                 | Nagroda „Young Cinema”                                               | Wygrana   |
| 1989 | Dekalog                            | Międzynarodowy Festiwal Filmowy w Wenecji                                 | Nagroda FIPRESCI                                                     | Wygrana   |
| 1989 | Dekalog                            | Międzynarodowy Festiwal Filmowy w São Paulo                               | Nagroda krytyki filmowej                                             | Wygrana   |
| 1989 | Dekalog                            | Międzynarodowy Festiwal Filmowy w San Sebastian                           | nagroda OCIC                                                         | Wygrana   |
| 1990 | Dekalog                            | Czasopismo „Ekran”                                                        | Złoty Ekran za reżyserię                                             | Wygrana   |
| 1990 | Dekalog                            | Stowarzyszenie Włoskiej Krytyki Filmowej                                  | Srebrna Taśma za najlepszy film zagraniczny prezentowany we Włoszech | Wygrana   |
| 1991 | Podwójne życie Weroniki            | Międzynarodowy Festiwal Filmowy w Cannes                                  | Nagroda FIPRESCI                                                     | Wygrana   |
| 1991 | Podwójne życie Weroniki            | Międzynarodowy Festiwal Filmowy w Cannes                                  | Nagroda Jury Ekumenicznego                                           | Wygrana   |
| 1991 | Podwójne życie Weroniki            | Amerykańskie Stowarzyszenie Krytyków Filmowych                            | Nagroda                                                              | Wygrana   |
| 1992 | Podwójne życie Weroniki            | Czasopismo „Film”                                                         | Złota Kaczka za najlepszy film polski                                | Wygrana   |
| 1992 | Podwójne życie Weroniki            | Koło Piśmiennictwa Filmowego Stowarzyszenia Filmowców Polskich            | Złota Taśma                                                          | Wygrana   |
| 1992 | Podwójne życie Weroniki            | Tarnowska Nagroda Filmowa                                                 | Nagroda Honorowa Jury                                                | Wygrana   |
| 1993 | Trzy kolory. Niebieski             | Międzynarodowy Festiwal Filmowy w Wenecji                                 | Złoty Lew                                                            | Wygrana   |
| 1993 | Trzy kolory. Niebieski             | Międzynarodowy Festiwal Filmowy w Wenecji                                 | Nagroda OCIC                                                         | Wygrana   |
| 1993 | Trzy kolory. Niebieski             | Czasopismo „Film”                                                         | Złota Kaczka (nagroda specjalna)                                     | Wygrana   |
| 1994 | Trzy kolory. Niebieski             | Francuska Akademia Sztuki i Techniki Filmowej                             | Cezar za scenariusz                                                  | Nominacja |
| 1994 | Trzy kolory. Niebieski             | Francuska Akademia Sztuki i Techniki Filmowej                             | Cezar za reżyserię                                                   | Nominacja |
| 1994 | Trzy kolory. Niebieski             | Francuska Akademia Sztuki i Techniki Filmowej                             | Cezar za najlepszy film                                              | Nominacja |
| 1994 | Trzy kolory. Niebieski             | Tarnowska Nagroda Filmowa                                                 | Nagroda Publiczności                                                 | Wygrana   |
| 1994 | Trzy kolory. Biały                 | Międzynarodowy Festiwal Filmowy w Berlinie                                | Srebrny Niedźwiedź za reżyserię                                      | Wygrana   |
| 1994 | Trzy kolory. Czerwony              | Brytyjska Akademia Sztuk Filmowych i Telewizyjnych                        | Najlepszy film                                                       | Nominacja |
| 1994 | Trzy kolory. Czerwony              | Brytyjska Akademia Sztuk Filmowych i Telewizyjnych                        | Najlepsza reżyseria                                                  | Nominacja |
| 1994 | Trzy kolory. Czerwony              | Brytyjska Akademia Sztuk Filmowych i Telewizyjnych                        | Najlepszy scenariusz                                                 | Nominacja |
| 1994 | Trzy kolory. Czerwony              | Francuska Akademia Sztuki i Techniki Filmowej                             | Cezar za scenariusz                                                  | Nominacja |
| 1994 | Trzy kolory. Czerwony              | Francuska Akademia Sztuki i Techniki Filmowej                             | Cezar za reżyserię                                                   | Nominacja |
| 1994 | Trzy kolory. Czerwony              | Francuska Akademia Sztuki i Techniki Filmowej                             | Cezar za najlepszy film                                              | Nominacja |
| 1994 | Trzy kolory. Czerwony              | Amerykańska Akademia Sztuki i Wiedzy Filmowej                             | Oscar za reżyserię                                                   | Nominacja |
| 1994 | Trzy kolory. Czerwony              | Amerykańska Akademia Sztuki i Wiedzy Filmowej                             | Oscar za scenariusz oryginalny                                       | Nominacja |
| 1994 | Trzy kolory. Czerwony              | Stowarzyszenie Nowojorskich Krytyków Filmowych                            | Nagroda za film obcojęzyczny                                         | Wygrana   |
| 1994 | Trzy kolory. Czerwony              | VES Board of Directors                                                    | Nagroda im. Georges’a Mélièsa                                        | Wygrana   |
| 1994 | Trzy kolory. Czerwony              | Stowarzyszenie Krytyków Filmowych w Los Angeles                           | Nagroda za film obcojęzyczny                                         | Wygrana   |
| 1994 | Trzy kolory. Czerwony              | Międzynarodowy Festiwal Filmowy w Vancouver                               | Główna Nagroda „Air Canada”                                          | Wygrana   |
| 1994 | Trzy kolory. Czerwony              | Międzynarodowy Festiwal Filmowy w Valparaiso                              | Główna Nagroda                                                       | Wygrana   |
| 1994 | Trzy kolory. Czerwony              | Stowarzyszenie Prasy Zagranicznej w Hollywood                             | Złoty Glob za film obcojęzyczny                                      | Nominacja |
| 1995 | Trzy kolory. Czerwony              | Koło Piśmiennictwa Filmowego Stowarzyszenia Filmowców Polskich            | Złota Taśma                                                          | Wygrana   |
| 1995 | Trzy kolory. Biały                 | Czasopismo „Film”                                                         | Złota Kaczka za najlepszy film polski                                | Wygrana   |
| 2000 | Dekalog                            | Amerykańskie Stowarzyszenie Krytyków Filmowych                            | Nagroda za wybitne dokonania w filmie zagranicznym                   | Wygrana   |
| 2001 | Duże zwierzę                       | Polska Nagroda Filmowa                                                    | Orzeł za najlepszy scenariusz                                        | Nominacja |
| 2002 | Niebo                              | Europejska Nagroda Filmowa                                                | Najlepszy scenariusz                                                 | Nominacja |

## Nagrody honorowe, wyróżnienia i upamiętnienia
| Rok  | Instytucja                                     | Nagroda                                            | Uzasadnienie                                                    |
| ---- | ---------------------------------------------- | -------------------------------------------------- | --------------------------------------------------------------- |
| 1976 | Tygodnik „Polityka”                            | Drożdże                                            | „za działalność, która stała się zaczynem myślenia”             |
| 1976 | Polska Federacja Dyskusyjnych Klubów Filmowych | Don Kichot                                         | „za całokształt twórczości”                                     |
| 1979 | Lubuskie Lato Filmowe                          | Złote Grono                                        | b.d.                                                            |
| 1981 | Ministerstwo Spraw Zagranicznych               | Dyplom Ministra Spraw Zagranicznych                | „za wybitne zasługi w propagowaniu kultury polskiej za granicą” |
| 1985 | Lubuskie Lato Filmowe                          | Nagroda Związku Socjalistycznej Młodzieży Polskiej | „za całokształt twórczości filmowej”                            |
| 1989 | Ministerstwo Spraw Zagranicznych               | Dyplom Ministra Spraw Zagranicznych                | „za upowszechnianie kultury polskiej za granicą”                |
| 1993 | Ministerstwo Kultury Francji                   | Order Sztuki i Literatury                          | b.d.                                                            |
| 1994 | Ministerstwo Kultury Danii                     | Nagroda im. C.J. Soninga                           | „za wkład w rozwój sztuki filmowej i europejskiej kultury”      |
| 1994 | Fundacja „Biblia i Kultura” w Stuttgarcie      | Nagroda Fundacji                                   | „za aktualność w podejmowanej tematyce”                         |
| 1998 | Miasto Łódź                                    | Gwiazda Kieślowskiego w Alei Gwiazd                | b.d.                                                            |
| 2006 | Festiwal Filmów Polskich w Chicago             | Nagroda Skrzydeł                                   | „za rozwinięcie skrzydeł poza Polską”                           |

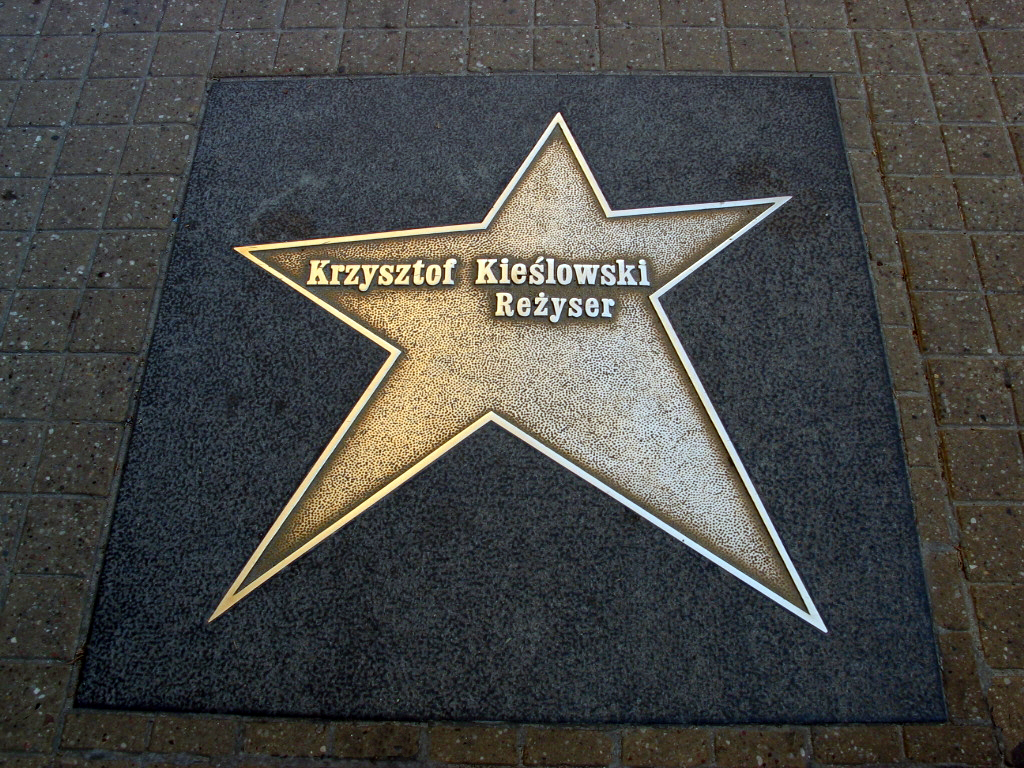
Gwiazda Krzysztofa Kieślowskiego na łódzkiej Alei Gwiazd, odsłonięta w 1998

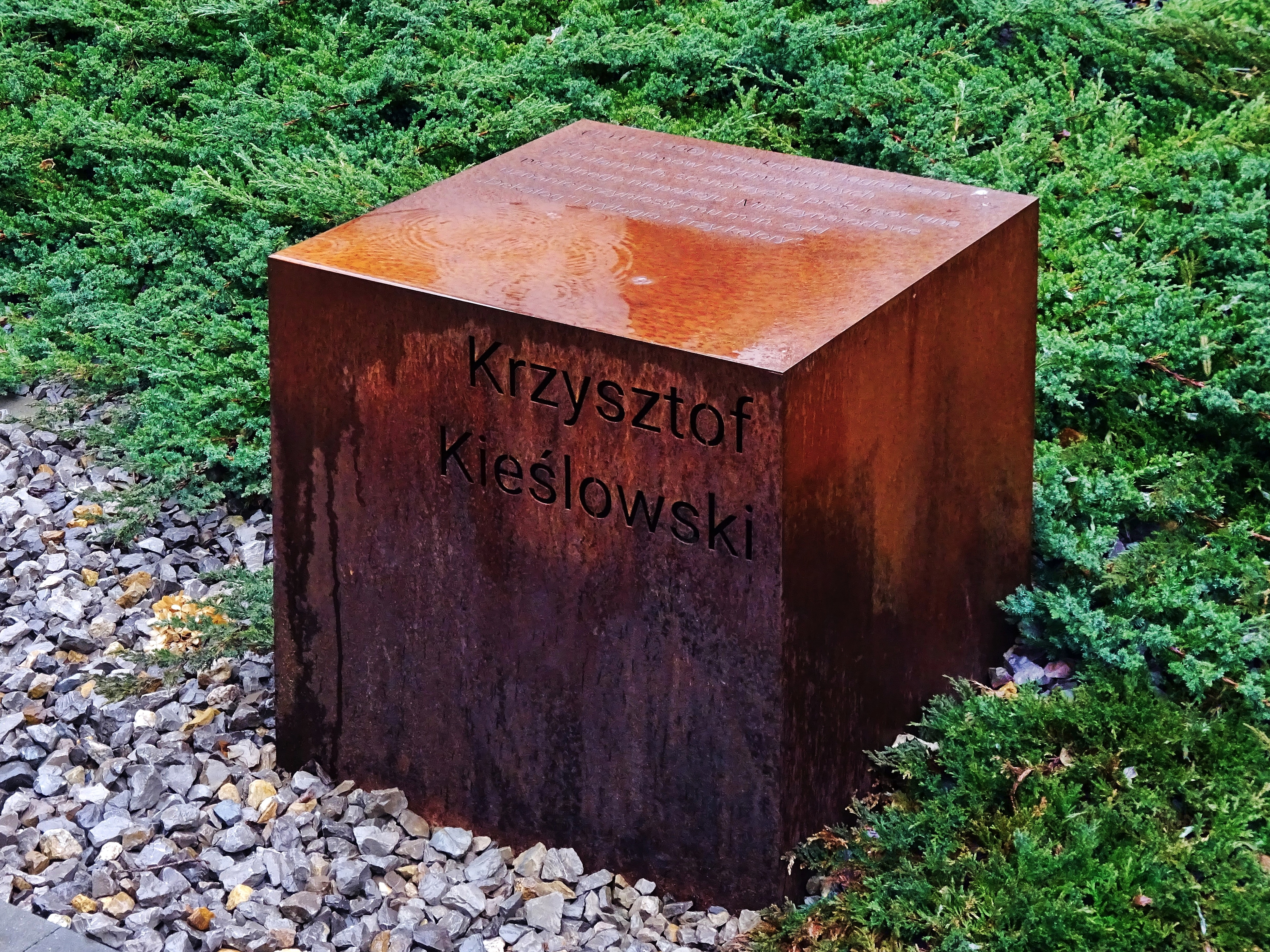
Pomnik-sześcian upamiętniający Krzysztofa Kieślowskiego na osiedlu Wizjonerów w Krakowie

W grudniu 2000 uchwałą senatu Uniwersytetu Śląskiego w Katowicach Wydział Radia i Telewizji otrzymał imię reżysera. W 2019 senat Uniwersytetu Śląskiego przemianował WRiTV na Szkołę Filmową im. Krzysztofa Kieślowskiego.  Od 2011 Fundacja Sztuki Współczesnej „In Situ” organizuje w Sokołowsku cykliczny festiwal filmowy skupiony wokół twórczości reżysera – Sokołowsko Festiwal Filmowy Hommage à Kieślowski. 24 czerwca 2021, z inicjatywy dyrektora Narodowego Centrum Kultury Filmowej Rafała Syski, w łódzkiej instytucji EC1 Łódź – Miasto Kultury otwarto wystawę Bez końca. Dialogi Krzysztofa Kieślowskiego. 27 czerwca 2021 wyszukiwarka Google tymczasowo zmieniła logo, by uczcić rocznicę 80. urodzin Kieślowskiego. 30 lipca 2021 rada gminy Mieroszów nadała Kieślowskiemu pośmiertnie honorowe obywatelstwo. Imieniem Kieślowskiego nazwano ulice w Warszawie, Łodzi, Mieroszowie, a także szkoły ponadgimnazjalne: V Liceum Ogólnokształcące w Zielonej Górze, XXXIV Liceum w Łodzi, XXIX Liceum w Krakowie, Technikum Kinematograficzno-Komputerowe w Warszawie.

### Autobiografie
- Krzysztof Kieślowski, Autobiografia, Kraków: Wydawnictwo Znak, 2006, ISBN 83-240-0648-6.

### Monografie
- Dobrochna Dabert, Kino moralnego niepokoju. Wokół wybranych problemów poetyki i etyki, Poznań: Wydawnictwo Naukowe UAM, 2003.
- Marek Haltof, The cinema of Krzysztof Kieślowski: variations on destiny and chance, London: Wallflower, 2004 [dostęp 2019-09-14].
- Mikołaj Jazdon, Dokumenty Kieślowskiego, Poznań: Wydawnictwo Poznańskie, 2002, ISBN 83-7177-022-7.
- Slavoj Žižek, The fright of real tears: Krzysztof Kieślowski between theory and post-theory, London: BFI Publishing, 2001, ISBN 0-85170-754-8.

### Reportaże
- Krzysztof Piesiewicz, Mikołaj Jazdon, Kieślowski. Od „Bez końca” do końca, Warszawa: Wielka Litera, 2021, ISBN 978-83-8032-528-9.
- Katarzyna Surmiak-Domańska, Kieślowski. Zbliżenie, Warszawa: Wydawnictwo Agora, 2018, ISBN 978-83-268-2699-3.
- Stanisław Zawiśliński, Kieślowski. Ważne, żeby iść..., Warszawa: Wydawnictwo Skorpion, 2011, ISBN 978-83-86466-65-8.

### Rozdziały w pracach zbiorowych
- Véronique Campan, Dziesięć krótkich filmów: od pojedynku do dialogu, [w:] Tadeusz Lubelski (red.), Kino Krzysztofa Kieślowskiego, Kraków: Universitas, 1997, s. 59–88, ISBN 83-7052-926-7.
- Paul Coates, Usuwanie się w cień: wcielenia Kieślowskiego, [w:] Tadeusz Lubelski (red.), Kino Krzysztofa Kieślowskiego, Kraków: Universitas, 1997, s. 129–138, ISBN 83-7052-926-7.
- Paul Coates, Krzysztof Kieślowski: Why Kieślowski?, [w:] Yvonne Tasker (red.), Fifty Contemporary Filmmakers, London – New York: Routledge, 2002, s. 211–219, ISBN 978-0-415-18974-3 [dostęp 2021-06-29].
- Alicja Helman, Kobiety w kinie Krzysztofa Kieślowskiego, [w:] Tadeusz Lubelski (red.), Kino Krzysztofa Kieślowskiego, Kraków: Universitas, 1997, s. 139–152, ISBN 83-7052-926-7.
- Wojciech Kałużyński, Krzysztofa Kieślowskiego „opowiadanie rzeczywistością”, [w:] Tadeusz Lubelski (red.), Kino Krzysztofa Kieślowskiego, Kraków: Universitas, 1997, s. 21–30, ISBN 83-7052-926-7.
- Maria Kornatowska, Podwójne życia Krzysztofa Kieślowskiego, [w:] Tadeusz Lubelski (red.), Kino Krzysztofa Kieślowskiego, Kraków: Universitas, 1997, s. 117–128, ISBN 83-7052-926-7.
- Tadeusz Lubelski, Od Personelu do Bez końca, czyli siedem faz odwracania kamery, [w:] Tadeusz Lubelski (red.), Kino Krzysztofa Kieślowskiego, Kraków: Universitas, 1997, s. 31–50, ISBN 83-7052-926-7.
- Rafał Marszałek, Między dokumentem a fikcją, [w:] Tadeusz Lubelski (red.), Kino Krzysztofa Kieślowskiego, Kraków: Universitas, 1997, s. 13–20, ISBN 83-7052-926-7.
- Réne Prédal, Recepcja krytyczna filmów Kieślowskiego we Francji, [w:] Tadeusz Lubelski (red.), Kino Krzysztofa Kieślowskiego, Kraków: Universitas, 1997, s. 239–266, ISBN 83-7052-926-7.
- Mirosław Przylipiak, Filmy fabularne Krzysztofa Kieślowskiego w zwierciadle polskiej krytyki filmowej, [w:] Tadeusz Lubelski (red.), Kino Krzysztofa Kieślowskiego, Kraków: Universitas, 1997, 213−247, ISBN 83-7052-926-7.
- Jeremy Richey, Krzysztof Kieślowski, [w:] Adam Bingham (red.), Directory of World Cinema: East Europe, Bristol: Intellect Books, 2011, s. 148–151, ISBN 978-1-84150-464-3.
- Iwona Sowińska, Czułe miejsca. O muzyce w filmach Kieślowskiego, [w:] Tadeusz Lubelski (red.), Kino Krzysztofa Kieślowskiego, Kraków: Universitas, 1997, s. 153–162, ISBN 83-7052-926-7.
- Grażyna Stachówna, Trzy kolory – wariacje na jeden temat, [w:] Tadeusz Lubelski (red.), Kino Krzysztofa Kieślowskiego, Kraków: Universitas, 1997, s. 93–106, ISBN 83-7052-926-7.
- Tadeusz Szczepański, Kieślowski wobec Bergmana, czyli Tam, gdzie spotykają się równoległe, [w:] Tadeusz Lubelski (red.), Kino Krzysztofa Kieślowskiego, Kraków: Universitas, 1997, s. 163–172, ISBN 83-7052-926-7.
- Steven Woodward, After Kieślowski: The Legacy of Krzysztof Kieślowski, Steven Woodward (red.), Detroit: Wayne State University Press, 2009, s. 1–18, ISBN 978-0-8143-3838-4.

### Artykuły naukowe
- Costica Bradatan, Transcendence and History in Krzysztof Kieslowski’s Blind Chance, „East European Politics and Societies”, 22 (02), 2008, s. 425–446, ISSN 0888-3254 [dostęp 2021-06-28].
- Marek Haltof, „Ciągle żywy”. Wpływ Kieślowskiego na kino polskie, „Postscriptum Polonistyczne”, 5 (1), 2010, s. 89–104, ISSN 1898-1593 [dostęp 2021-06-28].
- Marek Haltof, Photographing people’s feelings: The patient eye of Kieślowski and Karabasz, „Short Film Studies”, 5 (1), 2015, s. 27–30, DOI: 10.1386/sfs.5.1.27_1 [dostęp 2021-07-13] (ang.).
- Tadeusz Lubelski, Prawdziwy partner. Francuska krytyka o Kieślowskim, „Kwartalnik Filmowy”, 4, 1993, s. 114–131.
- Ewa Mazierska, The ideal and reality of work in the 1970s films of Krzysztof Kieślowski, „Studies in Eastern European Cinema”, 6 (1), 2015, s. 64–81, DOI: 10.1080/2040350X.2014.992131, ISSN 2040-350X [dostęp 2021-06-28] (ang.).
- Agnieszka Morstin-Popławska, Historia pewnego złudzenia. Teorie kiczu i „Podwójne życie Weroniki” Krzysztofa Kieślowskiego, „Kwartalnik Filmowy” (66), 2009.
- Magdalena Podsiadło, Filmy reżyserek generacji lat 60. i 70. Wobec kina Krzysztofa Kieślowskiego, „Kwartalnik Filmowy” (103), 2018, s. 91–104, ISSN 0452-9502 [dostęp 2021-06-28].
- Mirosław Przylipiak, Krótkie filmy, Dekalog, oraz Podwójne życie Weroniki Krzysztofa Kieślowskiego w zwierciadle polskiej krytyki filmowej, „Kwartalnik Filmowy” (24), 1998, s. 133–168.
- Patrycja Włodek, Tom Tykwer – wizjoner kina, „Kwartalnik Filmowy” (99), 2017, s. 227–239.

### Artykuły prasowe
- Jean Beaulieu, La vie en bleu, „Ciné-Bulles”, 13 (2), 1994, s. 40–41, ISSN 1923-3221 [dostęp 2019-09-17].
- Stanisław Błaszczyna, Nic prócz humoru różowego, czarnego, okrutnego – o filmach Krzysztofa Kieślowskiego, „Monitor” (95), kwiecień 2001, s. 7-9 [dostęp 2021-07-16].
- Phil Cavendish, “I know it’s unfashionable, but I believe in humanity”: Krzysztof Kieslowski on the Decalogue [online], BFI, 25 czerwca 2021 [dostęp 2021-06-29] (ang.).
- Quentin Curtis, FILM / ‘White’: a paler shade of ‘Blue’: Three Colours: White (15); [online], The Independent, 11 czerwca 1994 [dostęp 2021-06-28] (ang.).
- Hal Hinson, ‘Blue’, „The Washington Post”, 4 marca 1994 [dostęp 2019-09-17].
- Derek Malcolm, Three Colours White – review, „The Guardian”, 9 listopada 2011 [dostęp 2021-06-28] (ang.).
- Max Nelson, Rep Diary: Scorsese’s Masterpieces of Polish Cinema [online], Film Comment, 4 lutego 2014 [dostęp 2021-06-28] (ang.).
- Michał Oleszczyk, Blind Chance, „Cinéaste”, 41 (1), 2015, s. 58–60.
- Jonathan Rosenbaum, Off Color, „Chicago Reader”, 16 czerwca 1994 [dostęp 2021-08-09] (ang.).
- Tadeusz Sobolewski, Dziwoląg Tarantino [online], „Duży Format” (wyborcza.pl), 10 września 2009 [dostęp 2021-07-30].
- Tadeusz Sobolewski, Kieślowski bez końca, „Kino”, 54 (622), 2019, s. 98 [dostęp 2021-06-28].
- David Sterritt, Three Colors: Blue, White, Red, „Cinéaste”, 37 (2), 2012, s. 60–61.
- Jacek Szczerba, Krzysztof Kieślowski: Naprawdę już nic nie nakręci [online], „Gazeta Wyborcza” (wyborcza.pl), 14 marca 1996 [dostęp 2021-07-30].
- Michael Wilmington, Retrospective Celebrates Career of Iran's Preeminent Filmmakers, „Chicago Tribune”, 7 czerwca 1996 [dostęp 2021-08-09] (ang.).
- Stanisław Zawiśliński, Jak zapomnieć o Kieślowskim?, „Kino” (525), 2011, s. 8–9.

### Artykuły internetowe
- Marta Jazowska, Martin Scorsese Presents 21 Masterpieces [online], Culture.pl, 14 października 2013 [dostęp 2021-06-28] (ang.).
- Bartosz Staszczyszyn, Rozmowy z mistrzem – czyli kino po Kieślowskim [online], Culture.pl, 15 czerwca 2015 [dostęp 2022-07-25] (pol.).